# United Kingdom Accreditation Service
United Kingdom Accreditation Service (pl. Brytyjski Urząd Akredytacyjny) – jedyna działająca w Wielkiej Brytanii instytucja uprawniona do udzielania akredytacji firmom i laboratoriom w zakresie certyfikacji i testowania poszczególnych produktów.

## Historia
UKAS został utworzony w 1995 r. na mocy protokołu ustaleń z rządem brytyjskim (między UKAS a ówczesnym sekretarzem stanu ds. handlu i przemysłu).  Powstał w wyniku połączenia w 1995 roku NAMAS (National Measurement Accreditation Service) i NACCB (National Accreditation Council for Certification Bodies). NAMAS powstał w wyniku połączenia w 1985 roku NATLAS (National Testing Laboratory Accreditation Scheme) utworzonego w 1981 roku i BCS (British Calibration Service) utworzonego w 1966 roku. 